# Kim Myong-Ok
Kim Myong-Ok es una deportista norcoreana que compitió en judo. Ganó una medalla de plata en el Campeonato Asiático de Judo de 2005, en la categoría de –48 kg.

## Palmarés internacional
| Campeonato Asiático | Campeonato Asiático  | Campeonato Asiático | Campeonato Asiático |
| Año                 | Lugar                | Medalla             | Categoría           |
| ------------------- | -------------------- | ------------------- | ------------------- |
| 2005                | Taskent (Uzbekistán) | Medalla de plata    | –48 kg              |